# Dipôle oscillant

Évolution temporelle du champ électrique créé par un dipôle oscillant, l’oscillation se faisant selon l’axe vertical. On reconnaît près du centre une structure comparable à celle du dipôle statique ; en s’éloignant, il prend la forme d’une onde progressive.

Le dipôle oscillant est un modèle intervenant en électromagnétisme décrivant les effets du mouvement oscillatoire d’une particule chargée aux alentours d’un point fixe. Il explique des phénomènes tels que la diffusion Rayleigh, le fonctionnement des antennes dipolaires, ou le rayonnement thermique.

## Phénomène de rayonnement d’un dipôle
Une particule chargée est la source d’un champ électrique dépendant de sa position. Par conséquent, une particule en mouvement, telle qu’un électron se déplaçant librement autour d’un noyau d’atome, ou mis en mouvement par un champ forcé, engendre un champ électrique variable dans le temps, qui d’après les équations de Maxwell se propage sous la forme d’une onde électromagnétique.
En pratique, l’analyse de Fourier justifie qu’on ne s’intéresse qu’aux cas où le mouvement est sinusoïdal, les autres s’exprimant par superposition de solutions dans le cas sinusoïdal.

## Description du modèle
Il s’agit en fait d’une adaptation du modèle du dipôle électrostatique classique, dans lequel le moment dipolaire est variable au cours du temps, sinusoïdal.
On considère un doublet de charges {\displaystyle \{q,-q\}} (où {\displaystyle q} peut être positif ou négatif). La charge {\displaystyle q} est fixe en O dans le référentiel d’étude. La charge {\displaystyle -q} est mobile, située en {\displaystyle M(t)} avec {\displaystyle {\overrightarrow {OM}}(t)=z_{0}\cos(\omega t)\,{\vec {u_{z}}}}. Le système possède donc un moment dipolaire variable {\displaystyle {\vec {p}}(t)=\cos(\omega t)\,{\vec {p_{0}}}} avec {\displaystyle {\vec {p_{0}}}=z_{0}q\,{\vec {u_{z}}}}. De plus, on suppose le mouvement de la particule non relativiste ({\displaystyle z_{0}\omega } faible devant {\displaystyle c}).
Par la suite, on cherchera uniquement à déterminer le champ à grande distance des charges, dans une acception détaillée ultérieurement. À plus faible distance du dipôle, en effet, la structure du champ est similaire à celle du dipôle (électrique ou magnétique) statique, variant linéairement avec le moment {\displaystyle {\vec {p}}}.
On se place en coordonnées sphériques de centre O, d’axe {\displaystyle (\mathrm {O} {\vec {z}})}. La base de projection considérée est alors {\displaystyle ({\vec {u_{r}}},{\vec {u_{\theta }}},{\vec {u_{\phi }}})}, directe, avec {\displaystyle {\vec {u_{r}}}} radial et {\displaystyle {\vec {u_{\theta }}}} méridien.

## Calcul du champ
Par linéarité des équations de Maxwell, le champ engendré est variable, harmonique de pulsation {\displaystyle \omega } ; donc l’onde électromagnétique est de longueur d’onde {\displaystyle \lambda ={\frac {2\pi c'}{\omega }}}, où {\displaystyle c'} est la célérité de la lumière dans le milieu considéré ({\displaystyle c} dans le vide).
La structure du champ engendré est particulièrement complexe, vu le forçage imposé par le mouvement de la charge (le modèle de l’onde plane progressive harmonique n’est pas valable ici, sauf pour étudier la propagation à grande distance du champ engendré dans le milieu, en approximant les fronts d’onde par des plans tangents). On suppose donc que l’on étudie le champ à un rayon {\displaystyle r} du point O grand devant {\displaystyle \lambda }.
Les trois approximations se résument donc par :
- {\displaystyle \lambda >>z_{0}} : mouvement de M non relativiste
- {\displaystyle r>>z_{0}} : approximation dipolaire
- {\displaystyle r>>\lambda } : zone de rayonnement considérée grande devant la longueur d’onde.

Alors, en un point {\displaystyle P(r,\theta ,\phi )} ({\displaystyle \theta } représentant la colatitude, c’est-à-dire l’angle {\displaystyle {\widehat {({\vec {u_{z}}},{\overrightarrow {OP}})}}}), les champs électrique et magnétique créés s’expriment :
Où {\displaystyle \mu _{0}} est la perméabilité magnétique du vide.
On reconnaît la structure d’une onde sphérique progressive de pulsation {\displaystyle \omega } et de module d’onde {\displaystyle {\frac {\omega }{c'}}}. Elle est de plus anisotrope, le champ étant maximal dans le plan équatorial, et nul selon l’axe du dipôle.

## Applications

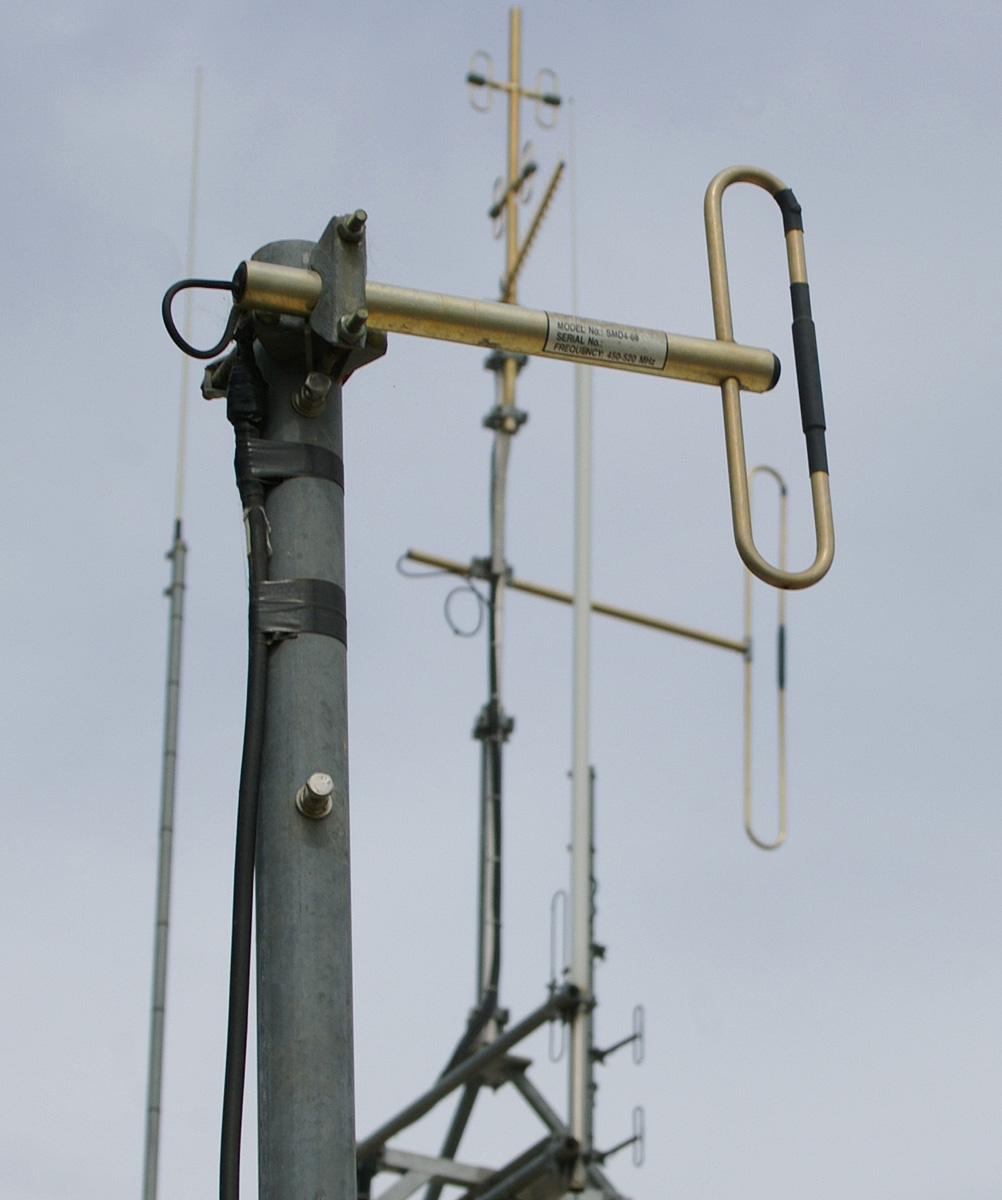
Photographie d’une antenne pliée

Ce modèle est à l’origine du fonctionnement des antennes dipolaires émettrices : on considère chaque élément de longueur métallique traversé par un courant variable comme un dipôle oscillant élémentaire ; le champ total créé est alors l’intégrale sur la longueur de l’antenne des champs engendrés par les dipôles élémentaires.
Il explique aussi le rayonnement des particules chargées accélérées, et se généralise par le modèle du rayonnement dipolaire électrique et celui du rayonnement dipolaire magnétique.

## Articles liés
- Formule de Larmor